# Fisioterapia pediátrica
A Fisioterapia Pediátrica é o ramo da Fisioterapia que utiliza uma abordagem com base em técnicas neurológicas e cardiorrespiratórias especializadas, buscando integrar os objetivos fisioterápicos com atividades lúdicas e sociais, levando a criança a uma maior integração com sua família e a sociedade.
Técnicas de fisioterapia respiratória pediátrica são muito utilizadas em unidades hospitalares, consultórios e em domicílio como tratamento coadjuvante de doenças pulmonares. Em unidades de terapia intensiva fazem parte do corpo clínico permanente e são profissionais altamente requisitados para a realização de alguns procedimentos como a aplicação da ventilação mecânica não invasiva - VMNI.
A fisioterapia pediátrica motora também é uma subespecialidade da fisioterapia pediátrica muito difundida e com resultados comprovados por vários trabalhos científicos. O fisioterapeuta pediátrico/pediatra utiliza de técnicas há muito aperfeiçoadas e consagradas por anos de bons resultados no tratamento de pacientes neonatais, lactentes e pediátricos. entre elas estão o baby bobath, o posicionamento no leito e o reequilíbrio tóraco - abdominal - RTA.